# Gastrorchis lutea
Gastrorchis lutea (Ursch & Toill.-Gen. ex Bosser) Senghas, 1984 è una pianta della famiglia delle Orchidacee, endemica del Madagascar e delle isole Mascarene.